# Embalse de Piedra del Águila

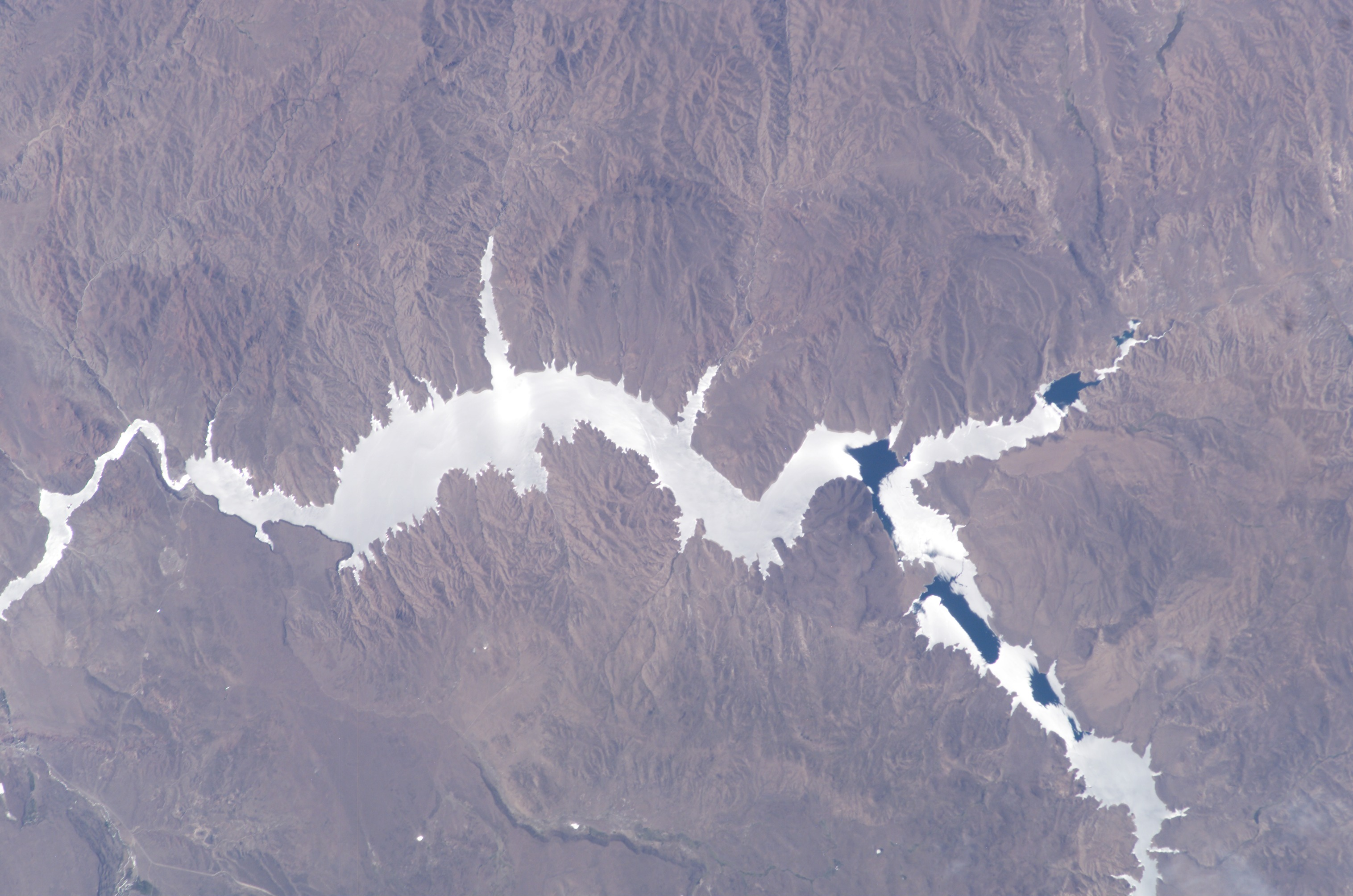
Foto desde la Estación Espacial Internacional.

Piedra del Águila es el segundo de cinco embalses sobre el río Limay al noroeste de la región del Comahue, entre las provincias de Río Negro y del Neuquén en Argentina.
El complejo se encuentra a 240 km de San Carlos de Bariloche y a 230 km de la ciudad de Neuquén, y el embalse se halla aproximadamente en las coordenadas: 40°00′41″S 69°59′23″O / -40.01139, -69.98972, y a 590 m s. n. m., aguas abajo de la confluencia del Limay y el río Collón Curá. Fue inaugurado en 1993.
Se trata de la mayor central construida exclusivamente en territorio argentino; consta de una presa de hormigón de gravedad con una altura de 173 m, y un aliviadero para soportar hasta 10 000 m³/s para evacuar las grandes crecidas del río Limay.

## Construcción

Esquema del lago formado por el embalse Piedra del Águila sobre el río Limay.

En marzo de 1985 comienzan los trabajos de construcción de la obra civil de este complejo, siendo el mayor emprendimiento iniciado por la estatal HIDRONOR.
En enero de 1987 se desvía el río Limay por un canal contiguo al actual aliviadero.

## Concepción de la obra
El aprovechamiento hidroeléctrico Piedra del Águila está formado por dos cierres frontales al valle del río. 

### Primer cierre
Es perpendicular al cauce actual materializado por una presa de concreto con un aliviadero de crecidas, descargador de fondo, obras de toma, tuberías a presión y una central hidroeléctrica al pie de la presa

### Segundo cierre
En la margen izquierda sobre un antiguo cauce rellenado (paleocauce), se efectiviza mediante cortinas de impermeabilización y drenaje ejecutadas desde galerías conjuntamente con un sistema de drenaje aguas abajo.

## Detalles del sistema
El embalse genera hidroelectricidad y regula el  cauce del río. La cuenca hidrográfica que abastece su reservorio tiene 305 km², una prof. media de 41,3 m (máximo 120 m), y un volumen de 12.600 hm³. El lago formado mide 292 km²
La represa es de concreto, de gravedad
El vertedero es de superficie, con compuertas de sector; posee una cresta vertedora controlada por 4 compuertas radiales de 19,4 m de altura y 15 m de ancho; operados con servomecanismos, permite la descarga de hasta una capacidad de 10 000 m³/s. La longitud del coronamiento es de 820 m

## Central Hidroeléctrica
Se ubica al pie de la represa, alojando las máquinas, área de montaje; sobre la margen este la sala de control y las oficinas de la empresa.
La central posee 4 turbinas Francis, sus generadores, un banco de transformadores por cada generador y equipos de maniobra, control y auxiliares. Las turbinas son de reacción de eje vertical tipo Francis con cámara espiral de chapa de acero y tubo de aspiración acodado.
Los generadores, de 350 MW cada uno, asociados a bancos de tres transformadores monofásicos con interruptores a un sistema de doble barra blindado y aislado. Se ha previsto una futura ampliación de la Central instalando dos máquinas adicionales en la margen oeste en el canal resultante de las obras de desvío inicial del río.
La descarga de la central se efectúa por un canal de restitución, revestido y en contrapendiente de 100 m de largo y 112 m de ancho. 
La potencia instalada es de 1.400 MW, generando anualmente 5.000 GWh; el transporte de energía se efectúa con un electroducto de 500 kV
- Hidroeléctrica Piedra del Águila S.A. la opera desde 1993 hasta 2092.